# Dyscia austauti
Dyscia austauti là một loài bướm đêm trong họ Geometridae.